# Thomas Beatie

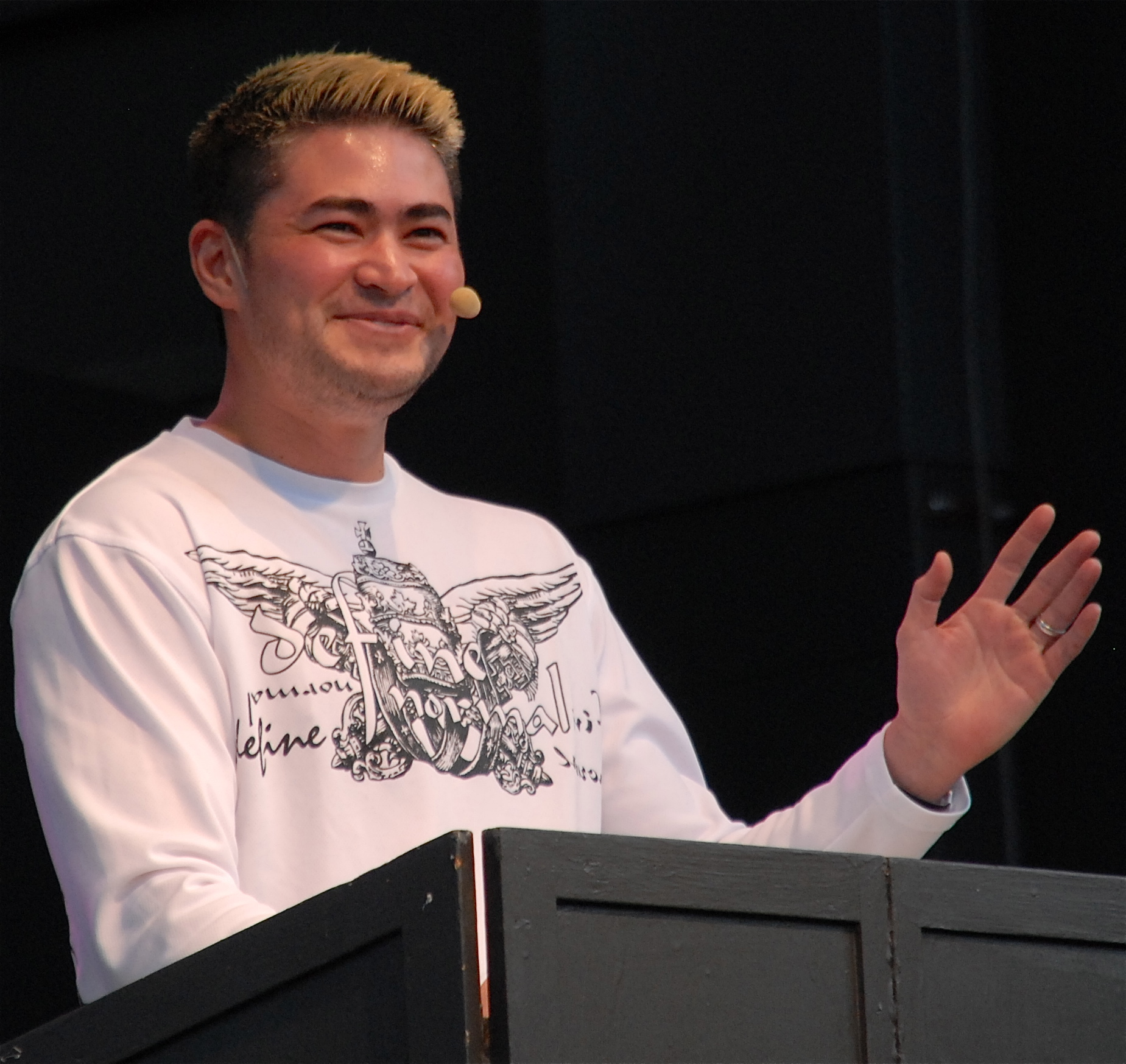
Thomas Beatie bei der Stockholm Pride 2011

Thomas Trace Beatie (* 1974 als Tracy Lehuanani LaGondino in Honolulu, Hawaii) ist ein US-amerikanischer Transgender-Aktivist.
Der Transmann Beatie ließ 2002 eine geschlechtsangleichende Operation vornehmen. Größere Bekanntheit erreichte er 2008 als weltweit erster „schwangerer Mann“. Bislang hat Beatie drei Kinder geboren.

## Leben
Beatie wurde 1974 auf Hawaii als Tracy Lehuanani Lagondino geboren. In den späten 1990er Jahren begann er mit einer Hormontherapie und ersten operativen geschlechtsangleichenden Maßnahmen. 2002 wurde die geschlechtsangleichende Operation vorgenommen, wobei jedoch die inneren weiblichen Organe nicht entfernt wurden. Im gleichen Jahr wurde er auch rechtlich als Mann anerkannt. Im Jahr 2003 heiratete Beatie eine Frau. 
Da seine Frau keine Kinder zur Welt bringen konnte, entschloss sich Beatie 2008 zu einer Schwangerschaft durch künstliche Befruchtung. Nach umfangreicher Presseberichterstattung wurde Beatie weltweit als schwangerer Mann bekannt. Beatie erhielt einen Eintrag im Guinness-Buch der Rekorde als erster verheirateter Mann, der ein Kind zur Welt brachte („first married man to give birth“).
Das Kind, eine Tochter, wurde im Juni 2008 geboren. Im September 2009 und im Juli 2010 brachte Beatie noch jeweils einen Sohn zur Welt.
Im März 2012 reichten Thomas und Nancy Beatie in Phoenix, Arizona die Scheidung ein. Ein Richter verweigerte die Scheidung, da Beatie bei der Eheschließung noch weibliche Geschlechtsorgane hatte und er damit als Frau zu gelten habe. Damit sei die Eheschließung in Arizona ungültig, da dort gleichgeschlechtliche Ehen nicht erlaubt sind. Am 13. August 2014 wurde diese Entscheidung wiederum vom Berufungsgericht Arizona (Arizona Court of Appeals) verworfen und die Ehe Beaties für gültig erklärt, so dass die Scheidung Ende 2015 rechtskräftig erfolgen konnte.
Beatie heiratete am 27. Februar 2016 erneut, und zwar die vier Jahre ältere Amber Beatie (geb. Nichols), die Vorschul-Lehrerin seiner Kinder aus erster Ehe. Die Hochzeit fand 2016 statt, und die Familie lebt in Phoenix, Arizona. Amber Beatie verlor ihre Arbeit, als bekannt wurde, dass sie und Thomas Beatie ein Paar waren, und schulte anschließend zur Kosmetikerin um.

## Popkultur
Der Londoner Künstler Marc Quinn stellte im Mai 2010 eine zehn Fuß große Marmor-Skulptur des schwangeren Beatie aus. Die Figur ist Teil der Ausstellung Allanah Buck Catman Chelsea Michael Pamela and Thomas, zu der auch Skulpturen der transidenten Pornodarsteller Allanah Starr und Buck Angel, des Körperkünstlers Catman, des Busenmodels Chelsea Charms, des Sängers Michael Jackson und der Schauspielerin Pamela Anderson gehören.

## Werk
- Labor of Love: The Story of One Man's Extraordinary Pregnancy. Seal Press, Berkeley, 2008, ISBN 978-1-58005-287-0